# Slezská orlice (vyznamenání)

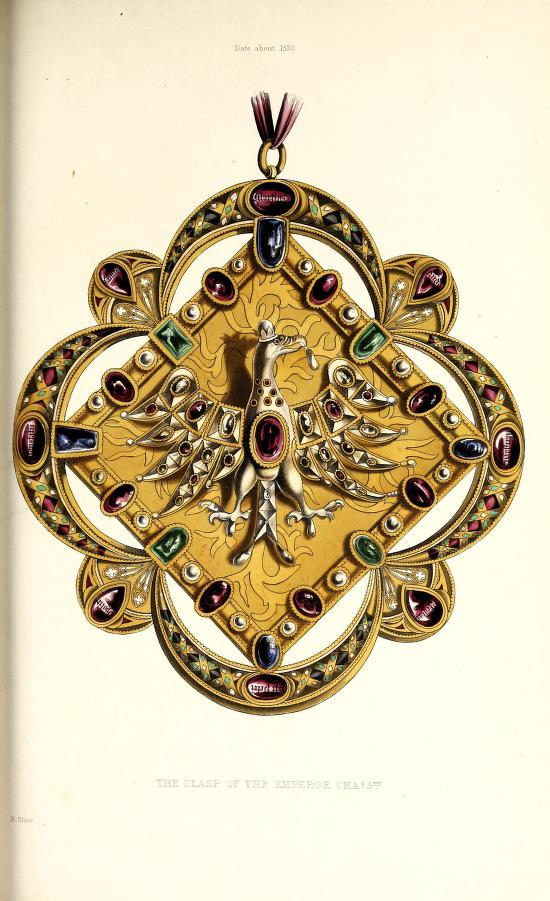
Slezská orlice

Slezská orlice (německy Schlesischer Adler či Schlesische Bewährungsabzeichen) bylo vyznamenání jednotek Freikorpsu za doby tzv. Výmarské republiky. Bylo založeno 16. června 1919 hlavním velitelstvím VI. armádního sboru pro vojáky tohoto sboru, kteří se mezi lety 1918 a 1919, tedy v době zvýšeného německo-polského napětí ve Slezsku, angažovali v obraně slezských hranic. Zvláštností tohoto vyznamenání byla skutečnost, že si ho obdarovaní museli hradit ze svých zdrojů (asi 3,5 marky). Jednalo se o neoficiální vyznamenání, bylo uznáno státem až v roce 1933.

## Vzhled vyznamenání
Odznakem je černá železná doprava hledící orlice se zlatým perizoniem na hrudi a křídlech. V pařátech drží zlatý pruh s nápisem FÜR SCHLESIEN (Za Slezsko).
1234

## Dělení
Původně mělo vyznamenání dvě třídy:
- 1. stupeň za sedmiměsíční vzornou službu při obraně slezských hranic u stejné jednotky
- 2. stupeň za tříměsíční vzornou službu při obraně slezských hranic u stejné jednotky

Ve výjimečných případech mohl být 2. stupeň udělen i civilním osobám, které se zasloužily o ochranu Slezska.
Zpočátku bylo stanoveno, že po zániku hlavního velitelství VI. (General-Kommandos VI., † 30. září 1919) se upustí od propůjčování tohoto vyznamenání. Nově vytvořené velitelství VI. (Befehlsstelle VI.) však pokračovalo s vyznamenáváním dále. Konečným termínem byl stanoven 1. únor 1920. Po vzniku Selbstschutz Oberschlesien na jaře roku 1921 opět vzplály boje s vypuknutím 3. polského povstání ve Slezsku dne 3. května 1921. V této době vzniklo přání znovu udělovat toto vyznamenání. Rozhodující již nebyla ale délka služby, nýbrž bojové zásluhy. Jelikož již mnoho členů jednotek toto vyznamenání mělo, rozhodl se velitel Befehlsstelle VI. generálporučík Hoefer zavést dubové ratolesti ke slezské orlici. Kromě toho byly ve stejném roce zavedeny ještě navíc zkřížené meče, takže vzniklo celkem 8 stupňů.
- 1. stupeň s dubovými ratolestmi a meči
- 1. stupeň s dubovými ratolestmi
- 1. stupeň s meči
- 1. stupeň
- 2. stupeň s dubovými ratolestmi a meči
- 2. stupeň s dubovými ratolestmi
- 2. stupeň s meči
- 2. stupeň